# Stratton Audley
Stratton Audley is een civil parish in het bestuurlijke gebied Cherwell, in het Engelse graafschap Oxfordshire met 434 inwoners.